# ميتشيلي بازينزا

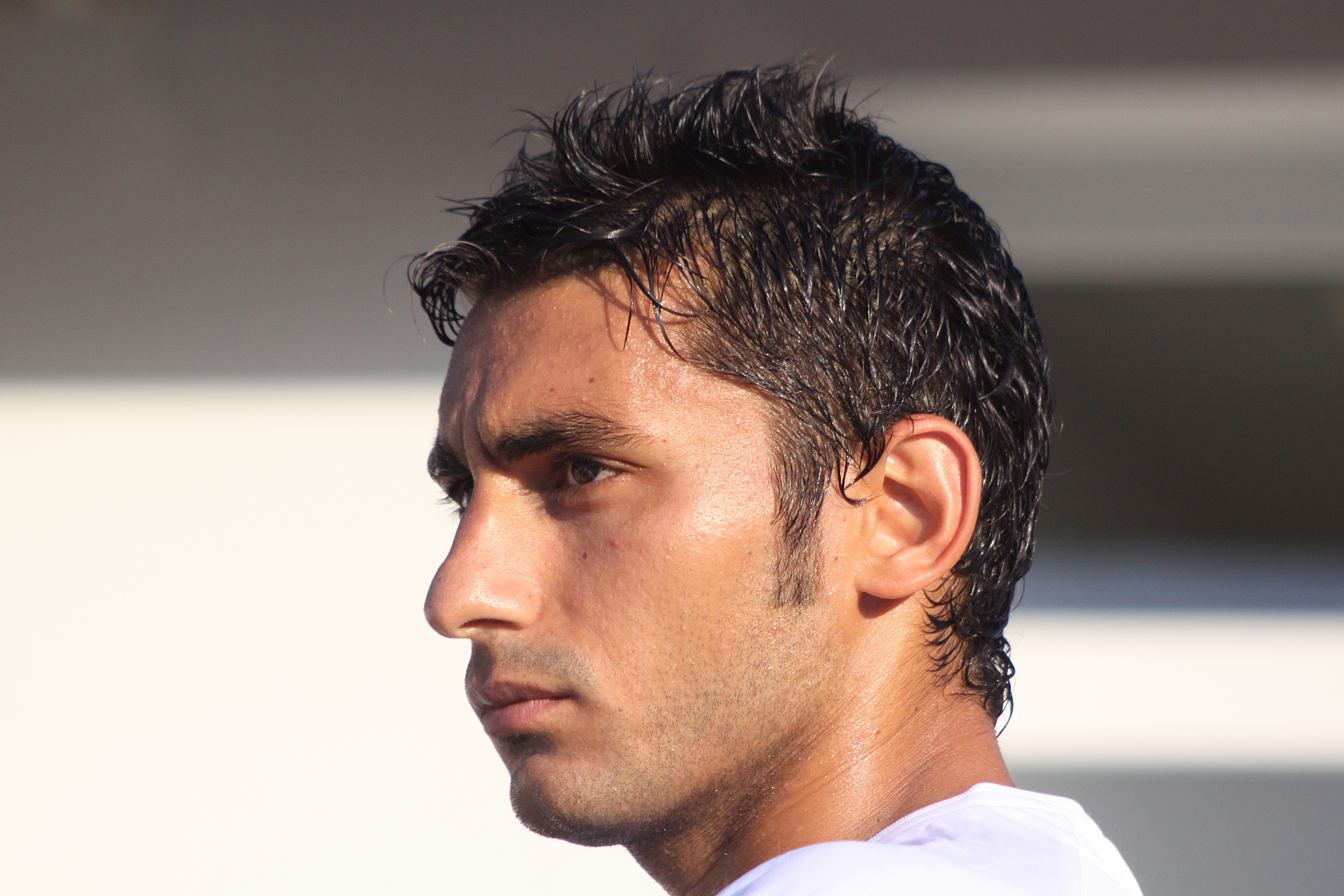

ميتشيلي بازينزا (بالإيطالية: Michele Pazienza)‏ (مواليد 5 أغسطس 1982 في سان سيفيرو - إيطاليا) لاعب كرة قدم إيطالي يلعب حاليا لصالح نادي الدرجة الأولى نابولي الإيطالي منذ 2008 في مركز الوسط المدافع .

## روابط خارجية
- ميتشيلي بازينزا على موقع الاتحاد الأوربي (الإنجليزية)
- ميتشيلي بازينزا على موقع قاعدة بيانات كرة القدم.إي يو (الإنجليزية)
- ميتشيلي بازينزا على موقع Soccerway.com (الإنجليزية)
- ميتشيلي بازينزا على موقع عالم كرة القدم.نت (الإنجليزية)
- ميتشيلي بازينزا على موقع كووورة
- ميتشيلي بازينزا على موقع AS.com (الإسبانية)
- ميتشيلي بازينزا على موقع GSA (الإنجليزية)